# 515812 Pueo
515812 Pueo è un asteroide della fascia principale. Scoperto nel 2012, presenta un'orbita caratterizzata da un semiasse maggiore pari a 2,3360960 au e da un'eccentricità di 0,1345060, inclinata di 7,53493° rispetto all'eclittica.